# Relations entre le Kazakhstan et l'Union européenne
Les relations entre le Kazakhstan et l'Union européenne sont les relations bilatérales entre la République du Kazakhstan et l'Union européenne.

## Commerce
Depuis 2002, l'UE est devenu le plus important partenaire commercial du Kazakhstan puisqu'elle est le lieu de 40 % de ses exportations. Ces exportations sont, premièrement, le pétrole et le gaz (80 % en 2007). En 2007, l'importation de biens du Kazakhstan dans l’Union s'élevait à 13,35 milliards d'euros et en matière de bien à 1,52 milliard d'euros. Les exportations de l’Union vers le Kazakhstan représentaient 6,04 milliards d'euros de biens et 1,92 milliard d'euros de services. 
En 2021, l'Union européenne est le premier débouché économique du Kazakhstan avec 40% des parts. 
En décembre 2022, dans le cadre de la COP27, la Commission européenne signe un partenariat stratégique avec le Kazakhstan concernant sur la fourniture de métaux rares et d'hydrogène vert. Ces minerais sont nécessaires à la transition écologique européenne.  

## Sources

## Compléments